# 二階無限面體堆砌
在幾何學中，二階無限面體堆砌（英語：order-2 apeirohedronal honeycomb）是一種三維空間的密鋪，由無限面體組成，每個頂點周圍皆有兩個無限面體，但由於所有頂點共面，因此，整個空間只需要二個無限面體就能完全密鋪，因此二階無限面體堆砌也可以視為一種二胞體。
二階正無限面體堆砌一共有三種：二階三角形鑲嵌堆砌、二階正方形鑲嵌堆砌以及二階六邊形鑲嵌堆砌，其在施萊夫利符號中用{p, q, 2}表示，其中p、q滿足等式{\displaystyle {{\left({{p}-{2}}\right)}\,{\left({{q}-{2}}\right)}}=4}。它是一種能以有限個多面體完成的空間堆砌（密鋪），他可以被視為是第二種三維歐幾里得平面上的正多面體堆砌，但他其實是退化的結果。兩個正無限面體沿著面連接就足以填充整個空間無窮的大小，因為其面數、邊數皆為無限大，且具有180°的二面角，因為180°的二面角是完整空間360°的一半。

## 二階三角形鑲嵌堆砌
二階三角形鑲嵌堆砌是一種二階無限面體堆砌，由三角形鑲嵌堆砌而成，每個條稜周圍都有2個三角形鑲嵌，在施萊夫利符號中用 {3,6,2} 表示，其每個頂點都是2個三角形鑲嵌的公共頂點，因此頂點圖為六邊形二面體，在施萊夫利符號中用 {6,2} 表示。

## 二階正方形鑲嵌堆砌
二階正方形鑲嵌堆砌是一種二階無限面體堆砌，由正方形鑲嵌堆砌而成，每個條稜周圍都有2個正方形鑲嵌，在施萊夫利符號中用 {4,4,2} 表示，其每個頂點都是2個正方形鑲嵌的公共頂點，因此頂點圖為四邊形二面體，在施萊夫利符號中用 {4,2} 表示。